# Tenneville
Tenneville (en wallon Tiniveye) est une commune francophone de Belgique située en Région wallonne dans la province de Luxembourg, ainsi qu’une localité où siège son administration. Ce village de l'Ardenne belge fait partie du parc naturel des Deux Ourthes. La commune est traversée par l'Ourthe occidentale qui prend sa source à Laneuville-au-Bois.

## Géographie
La commune et plusieurs de ses villages, dont Tenneville lui-même, sont traversés par la route nationale 4 reliant le Sud du pays à la capitale. Le croisement entre la  (entre La Roche-en-Ardenne et Saint-Hubert) et la  (entre Bastogne et Marche-en-Famenne) s'opère à la Barrière de Champlon et coupe ainsi le territoire communal en quatre parties.

### Communes limitrophes
| Nassogne     | Marche-en-Famenne | La Roche-en-Ardenne |
|              | Tenneville        |                     |
| Saint-Hubert | Sainte-Ode        | Bastogne            |

### Sections
| # | Nom        | Superf. (km²) | Habitants (2020) | Habitants par km² | Code INS |
| - | ---------- | ------------- | ---------------- | ----------------- | -------- |
| 1 | Tenneville | 45,06         | 1.294            | 29                | 83049A   |
| 2 | Champlon   | 23,48         | 1.130            | 48                | 83049B   |
| 3 | Erneuville | 23,41         | 424              | 18                | 83049C   |

### Villages et hameaux de l'entité
L'économie traditionnelle y est sylvicole. Le paysage est fermé. C'est l'Ardenne et ses sommets. À l'est, plusieurs villages et hameaux se partagent le tiers oriental de la commune, essentiellement tourné vers l'agriculture.
- Berguème est un hameau situé au bord de l'Ourthe occidentale.
- Cens.
- Champlon (Tenneville).
- Erneuville est un village d'origine agricole situé entre Champlon et Cens. C'est dans ce village que se trouve la plus vieille église de la commune, l'église Saint-Pierre, de style roman.

Erneuville était une commune à part entière avant la fusion avec Champlon et Tenneville pour former la commune de Tenneville.
- Laneuville-au-Bois se situe au sud-ouest de Tenneville.La formation du hameau se perd dans l'Histoire, mais elle est attestée au XVIe siècle ; un diverticule romain y passe du sud vers le nord, et une hache polie y a été citée dans les années 1950. Aucune fouille archéologique n'y a été entreprise, à l'exception de quelques sondages opérés dans la voie romaine.

L'origine du village est liée à sa position, au cœur de la forêt de Freyr, puisqu'il semble qu'une clairière y ait été investie comme lieu de travail, à la fois pour les sabotiers et pour les charbonniers. Une aire de faulde est encore visible à la sortie du village vers Tenneville, le long d'un sentier didactique : cette trace circulaire marque l'emplacement d'un monticule de bois, lentement consumé pour en extraire le charbon de bois. Par ailleurs, au musée en plein air du Fourneau Saint-Michel, un atelier de sabotier issu du village est encore visible. Les bâtiments en pierre locale et les toits à croupettes sont encore majoritaires.
- Mochamps est un hameau isolé, dépendant de l'actuelle commune de Tenneville, situé à l'ouest de la commune. Il comprend un total de 7 maisons, qui pendant longtemps n'étaient pas habitées en permanence. Cependant, depuis le printemps de 2011 une famille habite encore à Mochamps.

Le hameau se situe au cœur d'une clairière ménagée entre les possessions de la Converserie, les bois de Nassogne et la forêt domaniale de Saint-Michel, dans une zone de gagnage. La recréation des tourbières primitives sur ce plateau de la Haute Ardenne, est également propice à la pousse d'herbes sèches dont les cervidés se nourrissent.
- Ortheuville est un hameau situé au bord de l'Ourthe occidentale.
- Ramont est un hameau qui jouxte Tenneville, de part et d'autre de la N4. Ses limites ne sont pas nettes, tant les dernières maisons de Ramont sont aussi les premières de Tenneville.
- Tenneville est le village où siège l’administration communale.
- Tresfontaine.
- Wembay.
- Wyompont est un hameau situé entre Berguème et Trèsfontaine. À l'époque gallo-romaine, la chaussée romaine de Metz à Tongres y traversait l'Ourthe occidentale[2].

## Démographie

### Évolution démographique avant la fusion de 1977
- Source: DGS, 1831 à 1970=recensements population, 1976= habitants au 31 décembre

### Évolution démographique de la commune fusionnée
En tenant compte des anciennes communes entraînées dans la fusion de communes de 1977, on peut dresser l'évolution suivante :
Les chiffres des années 1831 à 1970 tiennent compte des chiffres des anciennes communes fusionnées.
- Source: DGS , de 1831 à 1981=recensements population; à partir de 1990 = nombre d'habitants chaque 1 janvier[3]

## Politique et administration

### Conseil et collège communal 2024-2030
| Collège communal   |                             |                                       |
| ------------------ | --------------------------- | ------------------------------------- |
| Bourgmestre        | Nicolas Charlier            | Les Engagés - IC Liste du Bourgmestre |
| 1er Échevin        | Maximilien François         | IC Liste du Bourgmestre               |
| 2e Échevin         | Ludovic Collard             | Les Engagés - IC Liste du Bourgmestre |
| 3e Échevine        | Wendy Orban                 | IC Liste du Bourgmestre               |
| Présidente du CPAS | Catherine Charlier-Gauthier | IC Liste du Bourgmestre               |

### Sécurité et secours
La commune fait partie de la zone de police Famenne-Ardenne pour les services de police, ainsi que de la zone de secours Luxembourg pour les services de pompiers. Le numéro d'appel unique pour ces services est le 112.

## Patrimoine et culture

### Patrimoine architectural

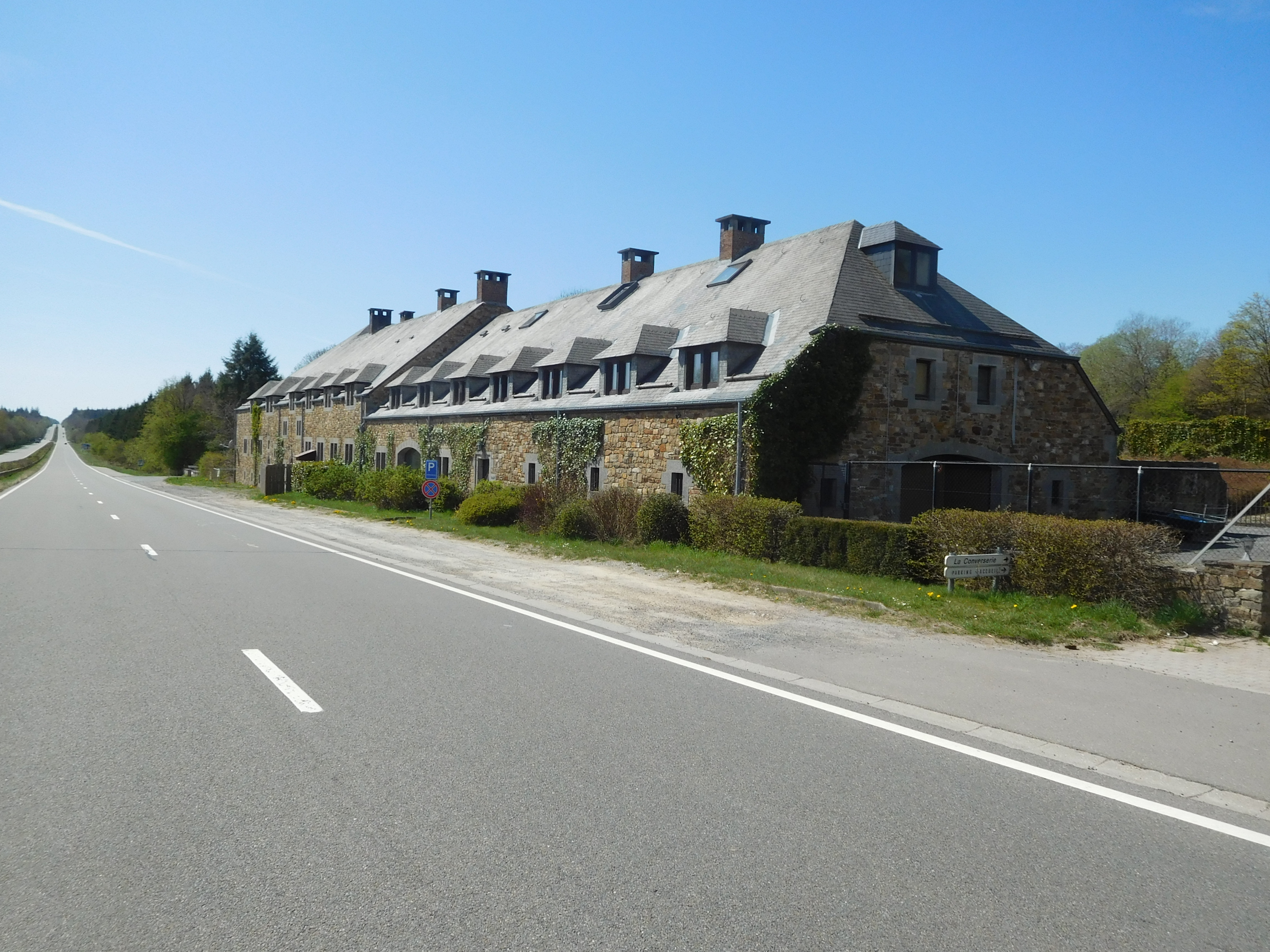
La « converserie » de Tenneville est aujourd'hui le Collège Notre-Dame au Cœur d'Or.

- La chapelle Saint-Hubert, au cœur de la forêt de Freyir est très ancienne.

- La converserie, juste à côté de la chapelle, était un bâtiment où logeaient les frères convers de l'abbaye de Saint-Hubert. Il est aujourd'hui un collège-internat.
- La tour de l'ancienne église Sainte-Gertrude de Tenneville.
- L'église Notre-Dame de Beauraing, de style moderne, date de 1957.

## Sports et vie associative

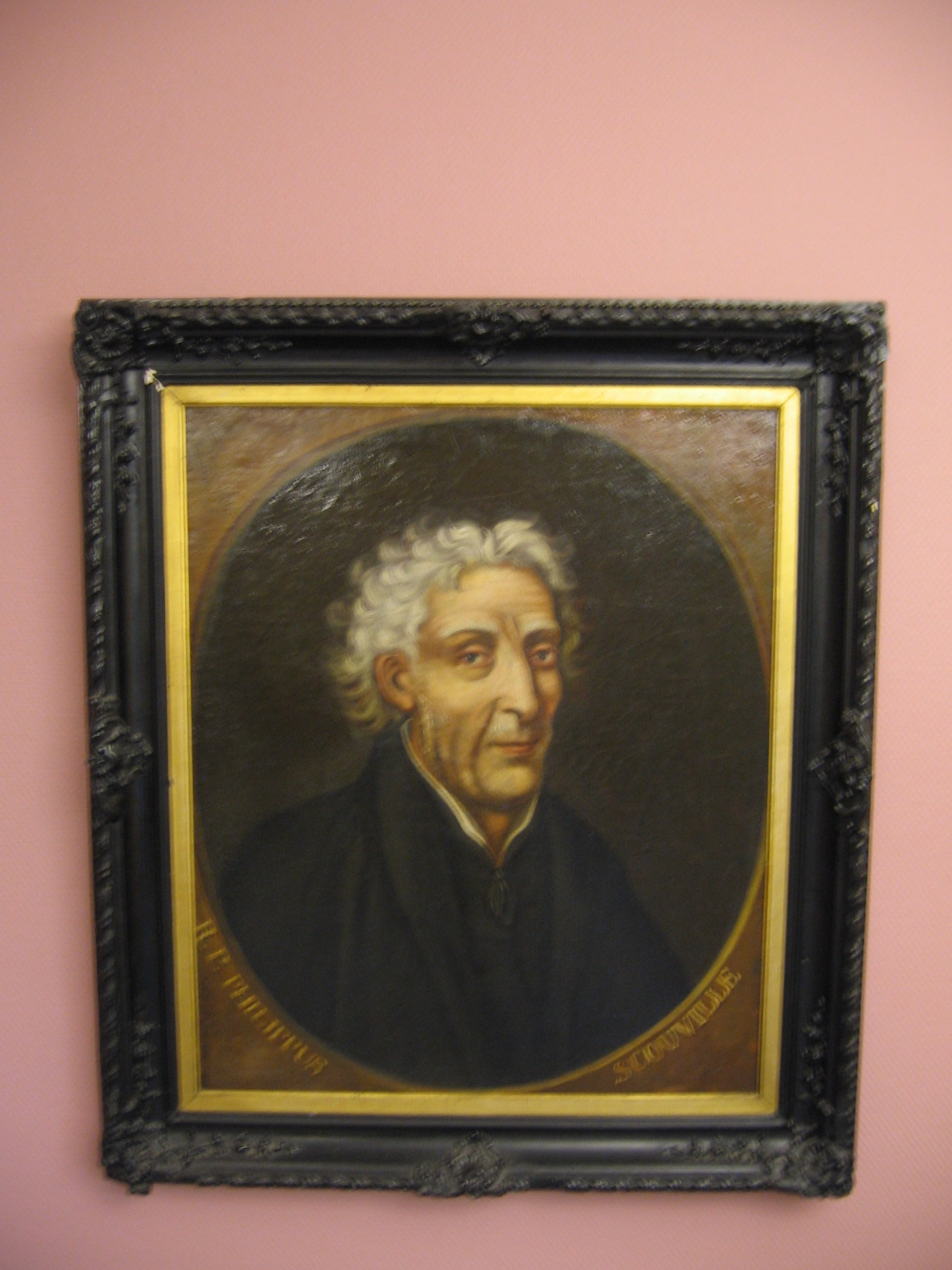
Philippe Scouville, père jésuite.

## Personnalités liées à la Commune
- Philippe Scouville 1622-1701, jésuite, auteur et missionnaire.